# Císařský trhanec

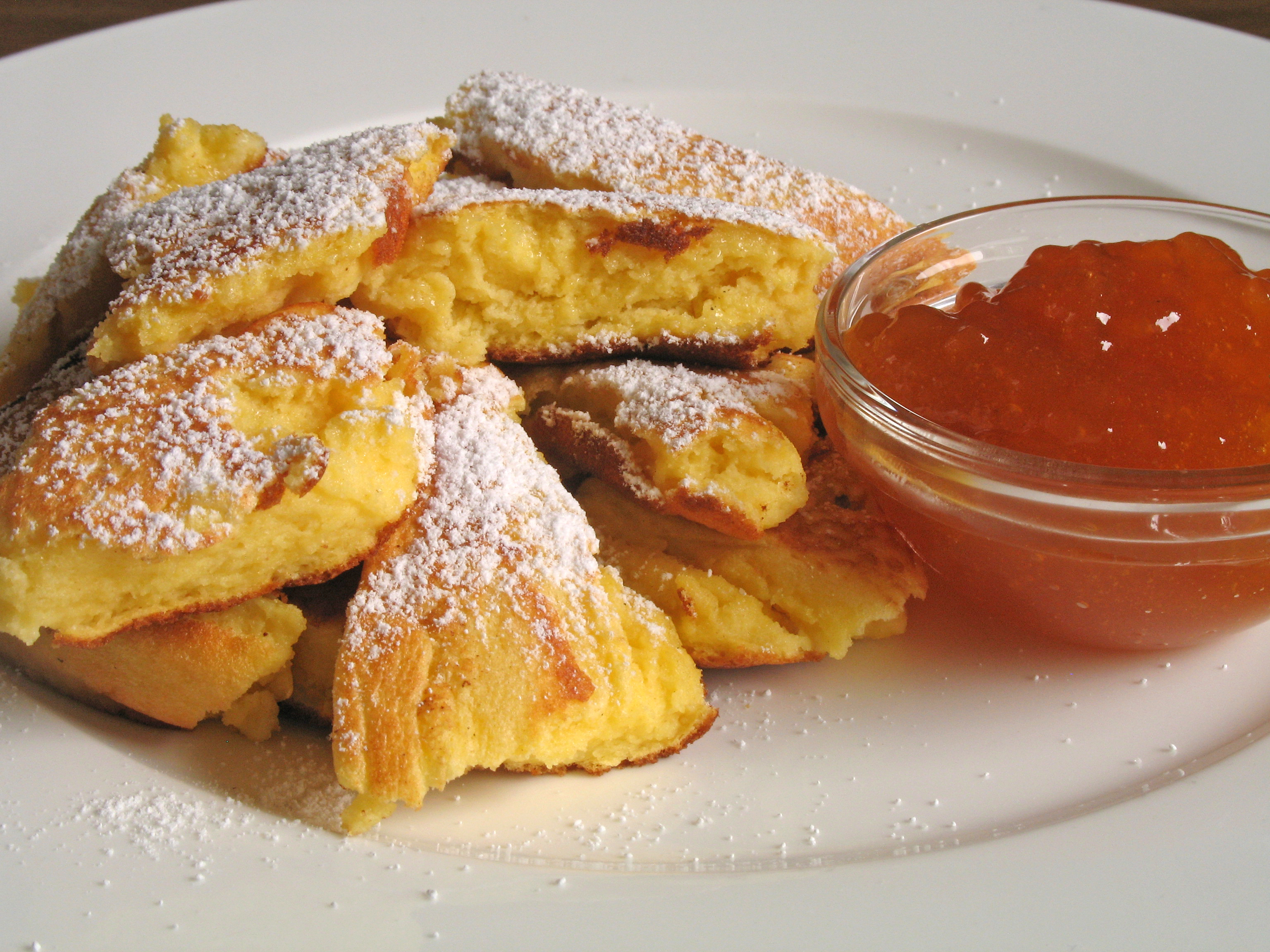
Císařský trhanec

Císařský trhanec (německy Kaiserschmarrn) je dezert s původem v rakouské kuchyni.
Císařský trhanec je lehká, karamelizovaná omeleta ze sladkého těsta. Na těsto se používá mouka, vejce, cukr, sůl a mléko, peče se na másle. Císařský trhanec se připravuje na různé způsoby. Vaječné bílky jsou obvykle odděleny od žloutku a našlehány do sněhu, pak se mouka a žloutky smíchají s cukrem, a dalšími přísadami, kterými mohou být například ořechy, třešně, švestky, jablečný džem, malé kousky jablka nebo karamelizované rozinky a mandle. V původním receptu jsou jen rozinky (které jsou namočené v rumu).
Omeleta je rozdělena na kusy koncem pečení, lehce se posype jemným krystalovým cukrem a v pánvi nechá mírně zkaramelizovat. Obvykle je při servírování posypána moučkovým cukrem. Jako příloha se používá jablečné pyré – tzv. Apfelmus nebo švestková omáčka nebo různé kompoty (např. brusinky, jahody nebo jablka). Císařský trhanec se podává jako dezert nebo to může být hlavním chodem na turistických chatách v horách.